# Gyrophaena bilobata
Gyrophaena bilobata är en skalbaggsart som beskrevs av Charles Hamilton Seevers 1951. Gyrophaena bilobata ingår i släktet Gyrophaena och familjen kortvingar. Inga underarter finns listade i Catalogue of Life.